# Stonewall Inn
Stonewall Inn, muitas vezes abreviado para Stonewall, é um bar gay e recreativo em Nova York, nos Estados Unidos. Foi o local dos motins de Stonewall de 1969, que são amplamente considerados o evento mais importante que levou ao movimento de libertação gay e à luta moderna pelos direitos LGBT nos Estados Unidos.

## História
O Inn original, que fechou em 1969, era localizado na 51-53 Christopher Street, entre West 4th Street e a Waverly Place, no bairro de Greenwich Village, em Lower Manhattan. Em 1990, um bar chamado "Stonewall" abriu na metade ocidental do local original (53 Christopher Street). Este foi renovado e voltou ao seu nome original, "The Stonewall Inn", em 2007.
Os edifícios são parte da zona histórica da cidade e foram designados um Marco Histórico Nacional em 2000. Em junho de 2015, o Stonewall Inn recebeu um estatuto especial da Comissão de Preservação de Marcos da Cidade de Nova York por seu papel como o catalisador do movimento LGBT. É o primeiro marco da cidade que foi reconhecido por causa de seu papel na história LGBT. Em 24 de junho de 2016, o presidente dos Estados Unidos Barack Obama oficializou o bar como um monumento nacional.